# Discovery Museum
Le Discovery Museum est un musée des sciences de Newcastle, dans le quartier de Blandford Square. Il expose plusieurs machines conçues ou construites  dans la région, tel le Turbinia, premier navire motorisé par des turbines. Il est géré par l'antenne local des Musées d'Angleterre, Tyne & Wear Archives & Museums.

## Historique
En 1934 , la ville se dote d'un Musée municipal des Sciences et de l'Industrie. Ses collections étaient exposées dans un pavillon éphémère construit à l'occasion de l'exposition régionale « North East Coast » de 1929.
Pendant 40 ans, ce musée s'enrichit peu à peu de donations et d'acquisitions, au point qu'il fallut lui trouver de nouveaux locaux. On le déménagea en 1978 l'ancien siège régional nord de la COOP, Blandford House. Conçu par le cabinet Oliver, Leeson & Wood en 1899, cet édifice avait été l'entrepôt régional des magasins COOP de la région : il était donc suffisamment vaste.
Le musée a été rebaptisé « Discovery Museum » en 1993, cependant que le Turbinia était rapatrié depuis l'Exhibition Park. En 2004, les travaux de modernisation du musée, d'un montant total de 13 millions de sterling étaient achevés ; dès l'année suivante, le musée accueillait 450 000 visiteurs.

## Expositions
L'un des chefs-d'œuvre du musée est le Turbinia, navire de 32 m de longueur, construit par l'ingénieur Ch. Parsons pour montrer les avantages de la motorisation à turbine sur les moteurs de marine traditionnels : ce prototype pouvait croiser à 63 km/h,. Le musée présente aussi les premières ampoules électriques de Joseph Swan, qui ont effectivement été inventées dans le bassin industriel de la Tyne. Il abrite enfin le conservatoire militaire des Light Dragoons et des  Northumberland Hussars, reflet de deux siècles de cavalerie légère. Le musée offre des ateliers interactifs de façon à intéresser enfants et adultes.